# Julian Woronowskyj
Julian Woronowskyj MSU (ukrainisch Юліан Вороновський; * 5. Mai 1936 in Humnyska, Woiwodschaft Lwów, Polen; † 28. Februar 2013 in Lemberg, Ukraine) war Bischof der griechisch-katholischen Eparchie Sambir-Drohobytsch in der Ukraine.

## Leben
Julian Woronowskyj trat der Ordensgemeinschaft der Studitenorden bei. Der später seliggesprochene Weihbischof Wassyl Welytschkowskyj CSsR, weihte ihn am 27. Oktober 1968 zum Priester. Wolodymyr Sternjuk CSsR spendete ihm am 30. September 1986 die Bischofsweihe.
Papst Johannes Paul II. ernannte ihn am 16. Januar 1991 zum Weihbischof in Lemberg und Titularbischof von Deultum. Am 30. März 1994 wurde er zum Bischof von Sambir-Drohobytsch ernannt. 
Am 27. Oktober 2011 nahm Papst Benedikt XVI. seinen altersbedingten Rücktritt an.